# عطاية (سيدي بوعثمان)
عطاية هي إحدى مشيخات المملكة المغربية، تتبع جغرافيا لإقليم الرحامنة وإداريًا لسيدي بوعثمان. يقدر عدد سكانها بـ 3159 نسمة حسب الإحصاء الرسمي للسكان والسكنى لسنة 2004.